# Oedipina elongata
Oedipina elongata é uma espécie de salamandra da família Plethodontidae.
Pode ser encontrada nos seguintes países: Belize, Guatemala e México.
Os seus habitats naturais são: florestas subtropicais ou tropicais húmidas de baixa altitude.
Está ameaçada por perda de habitat.